# 北郷数久
北郷 数久（ほんごう かずひさ）は、戦国時代の日向の武将。都城領主。薩摩、大隅 及び日向守護の有力支族である北郷氏7代当主。北郷敏久の嫡男。

## 生涯
島津氏と伊東氏の抗争により日向飫肥で討死した伊東祐国の子尹祐は、父の恨みを晴らし領土を拡大するため島津氏を攻めたてた。この状況をみた豊後の大友氏は島津氏と伊東氏の和睦を仲介し、明応4年（1495年）、島津忠昌は伊東氏へ三俣院1000町を割譲し両者の和睦が成立した。三俣院はかつては北郷領でありその回復が北郷氏の宿願となった。
この時代、島津宗家の弱体化が続き、覇権を求めて島津氏一族や国人領主は宗家を無視して互いに抗争し、家臣の中にも離反するものが現れた。数久も志布志の新納忠武とともに梅北城の島津忠明を攻め、梅北は忠武の領地となった。このときの戦闘により多くの神社仏閣が灰燼に帰した。また、伊東氏と対抗するため、飫肥領主である豊州家と連携を強めた。その後、数久は都城を嫡男の忠相に委ね、自身は安永城に引退した。北郷氏は忠相の代に都城盆地を統一し最大の版図を誇ることになる。